# سیل (فیلم ۱۹۹۴)
سیل (فرانسوی: L’Inondation‎) فیلمی است که در سال ۱۹۹۴ منتشر شد. از بازیگران آن می‌توان به ایزابل هوپر اشاره کرد.